# اولریش تین
اولریش تین (آلمانی: Ulrich Thein ۴ ژوئیهٔ ۱۹۳۰ – ۲۱ ژوئن ۱۹۹۵) هنرپیشه، کارگردان فیلم، فیلم‌نامه‌نویس اهل آلمان بود.